# Amanishakheto
Amanishakheto là một Kandake của Kush. Bà dường như đã trị vì từ năm 10 TCN tới năm 1 SCN, mặc dù hầu hết các niên đại của lịch sử Kush trước thời Trung Cổ đều rất không chắc chắn.
Tên của bà được viết bằng chữ tượng hình Meroe là "Amanikasheto" (Mniskhte hoặc (Am)niskhete). Theo cách viết bằng chữ thảo Meroe, tên của bà được nhắc đến như là Amaniskheto qor kd(ke), nó mang nghĩa là Amanishakheto, Qore và Kandake ("Vua và Nữ hoàng").
Amanishakheto còn được biết đến thông qua một số công trình kỷ niệm. Bà được đề cập tới trong ngôi đền Amun của Kawa, trên một tấm bia đá đến từ Meroe, và trong những dòng chữ khắc của một tòa lâu đài được phát hiện tại Wad ban Naqa, từ một tấm bia đá được phát hiện Qasr Ibrim, một tấm bia đá khác từ Naqa và kim tự tháp của bà ở Meroe (Beg. no. N6).
Amanishakheto được biết đến nhiều nhất nhờ vào một bộ sưu tập trang sức do thợ săn châu báu người Ý tên là Giuseppe Ferlini phát hiện trong kim tự tháp của bà vào năm 1834, ông ta đã phá hủy kim tự tháp của bà để tìm những đồ mai táng của nó. Những mẫu vật đó ngày nay đang nằm tại Bảo tàng Ai Cập của Berlin và tại Bảo tàng Ai Cập của Munich.

## Hình ảnh
- Vòng cổ Usekh của nữ hoàng
- Vòng tay từ ngôi mộ của Amanishakheto ở Nubia
- Kim tự tháp Meroe. N6, ngôi mộ của Amanishakheto, là nơi sáng nhất
- Hình minh họa của kim tự tháp trên trước khi nó bị phá hủy